# Gyrostelma
Gyrostelma é um género monotípico de plantas com flores pertencentes à família Apocynaceae. A única espécie é Gyrostelma oxypetaloides.
A sua distribuição nativa é no centro do Brasil.